# Sfântul Dimitrie
Sfântul Mare Mucenic Dimitrie, Izvorâtorul de mir sau Sfântul Dumitru, Izvorâtorul de mir (în greacă Άγιος Δημήτριος της Θεσσαλονίκης, adică Sfântul Dumitru de la Tesalonic / Salonic) este un martir creștin, sfânt militar din veacul al III-lea care a trăit în vremea împăraților Maximian și Dioclețian în cetatea Tesalonic. A fost martirizat pe la anul 306.

## Viața și martiriul

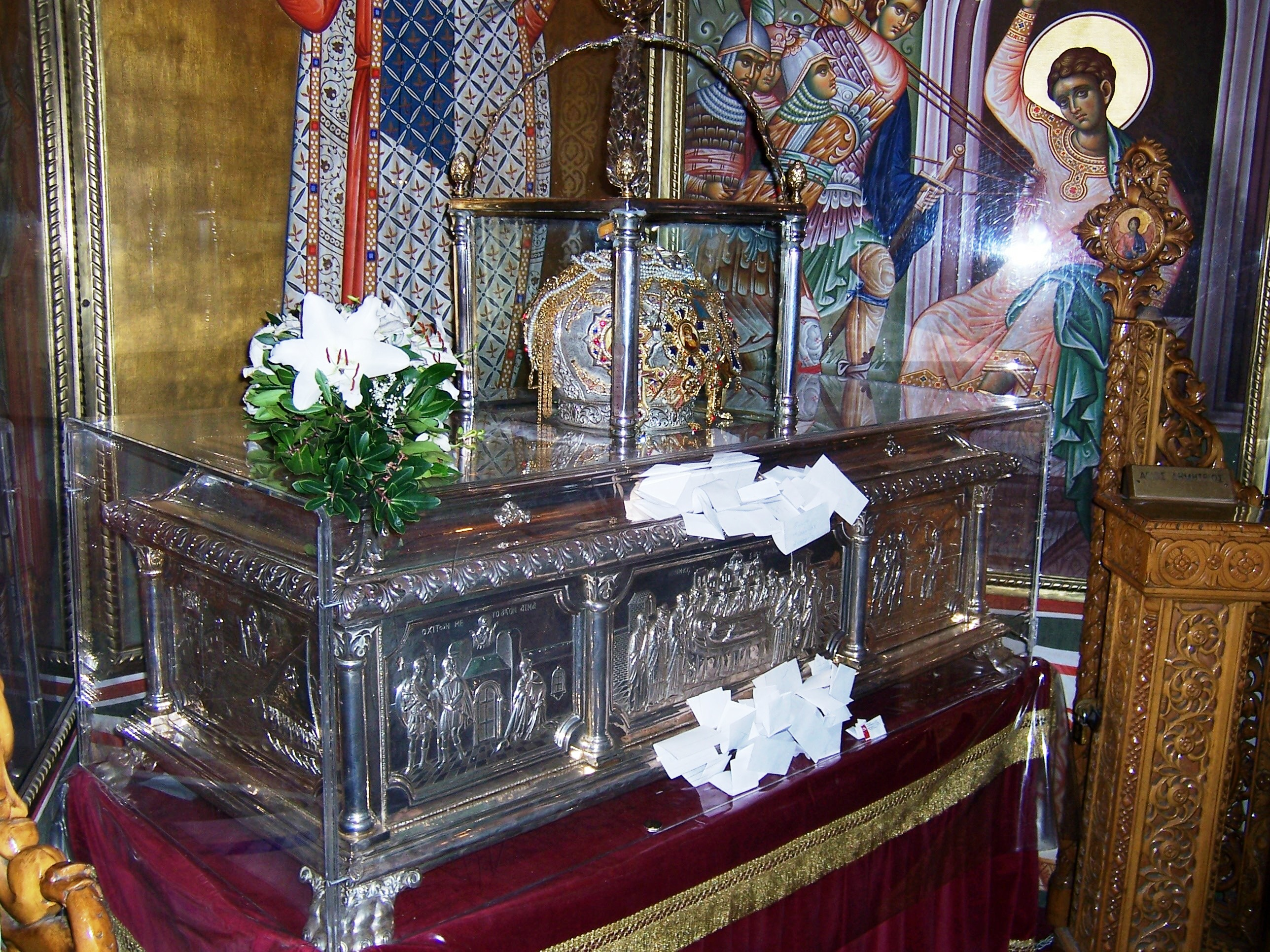
Moaștele Sfântului Dumitru, izvorâtorul de Mir, în Biserica Sfântul Dumitru din Salonic

Hagiografia tradițională spune că Sfântul Dumitru a fost diacon la Tessalonic, martirizat cu lancea, în timpul prigoanei anticreștine sub conducerea împăratului Dioclețian, sau poate în timpul împăratului Galerius.
Alte izvoare ne spun că Sfântul Dumitru era un nobil, ofițer, proconsul al Ahaiei. Ca urmare a faptului că l-a mărturisit pe Iisus Hristos, a fost ucis cu lancea la Tessalonic. Cruciații din Evul Mediu l-au adoptat, ca și pe Sfântul Gheorghe, drept patron al lor.

## Sărbătoarea
Marele Mucenic Dumitru este venerat ca fiind unul dintre cei mai mari sfinți militari, atât în Biserica Ortodoxă, cât și în Biserica Catolică de rit bizantin și cea de rit roman. În bisericile ortodoxe și catolice de rit bizantin, precum și în cea de rit roman, se sărbătorește la data de 26 octombrie. Creștinii ortodocși care urmează calendarul iulian îl sărbătoresc pe Sfântul Dumitru la 8 noiembrie.

## Bazilica Sf. Dumitru din Salonic

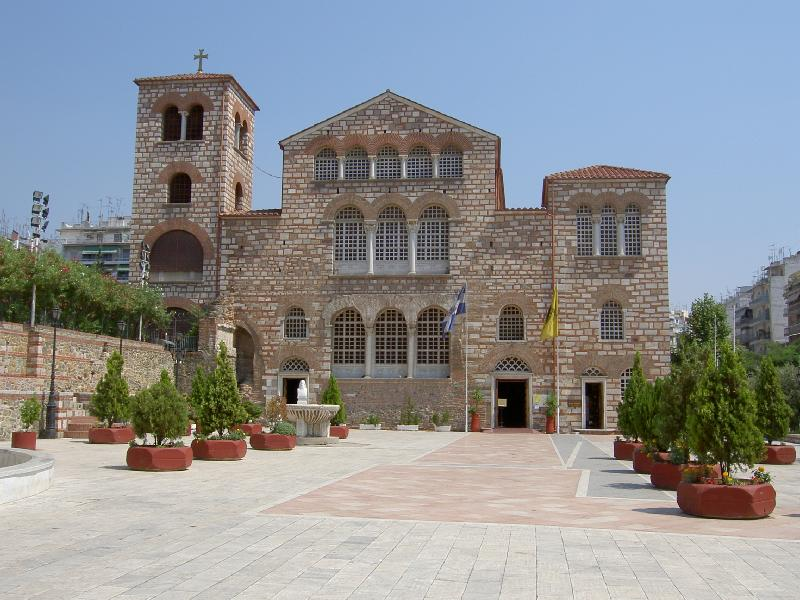
Bazilica Sfântul Dumitru din Salonic

Puțin timp după moartea sa, la Salonic, o bazilică a fost ridicată pe mormântul său. Bazilica Sfântul Dumitru din Salonic a devenit mare centru de pelerinaj. După cucerirea otomană (1430), bazilica a fost transformată în moschee. A redevenit biserică după recucerirea orașului de către greci (1912), în timpul Primului Război Balcanic. Edificiul paleocreștin original există și astăzi. Este principalul sanctuar dedicat Sfântului Dumitru.
Moaștele sale sunt așezate în Biserica Sfântul Dumitru din Salonic.

## Muzică
În 1962, viața și martiriul Sfântului Dumitru au devenit subiectul unui oratoriu de 90 de minute al compozitorului diasporei de greci Nicolas Astrinidis. Trei părți ale lucrării au avut premiera la Primul Festival Sfântul Dumitru din Salonic, la 26 octombrie 1962. Întregul oratoriu a fost premiat în 1966 și a primit performanțe ulterioare în 1985 (Salonic) și în 1993 (București). Toate performanțele au fost înregistrate.

## Galerie de imagini

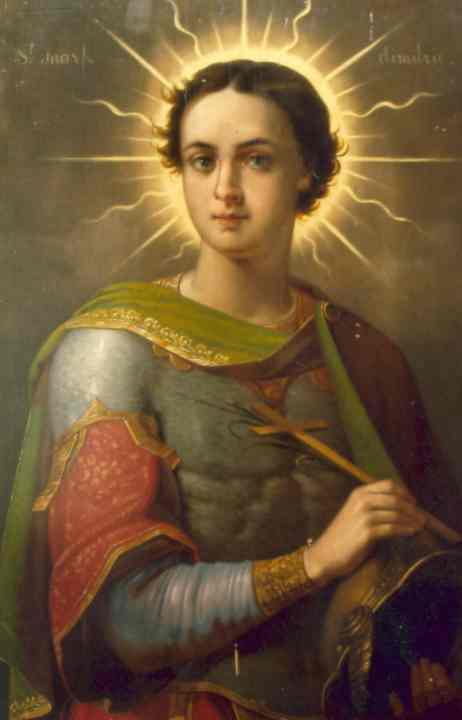
Sfântul Dumitru, pictură de Gheorghe Tattarescu, în Muzeul Municipiului București
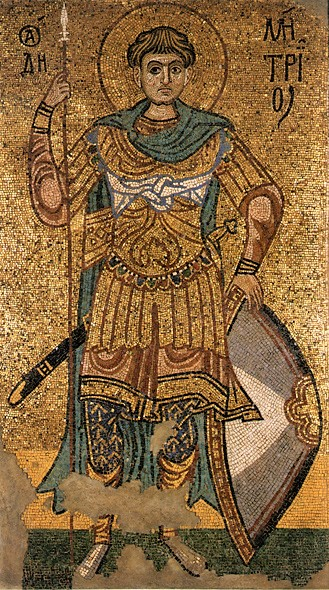
Sfântul Dumitru, mozaic[11] din secolul al XII-lea
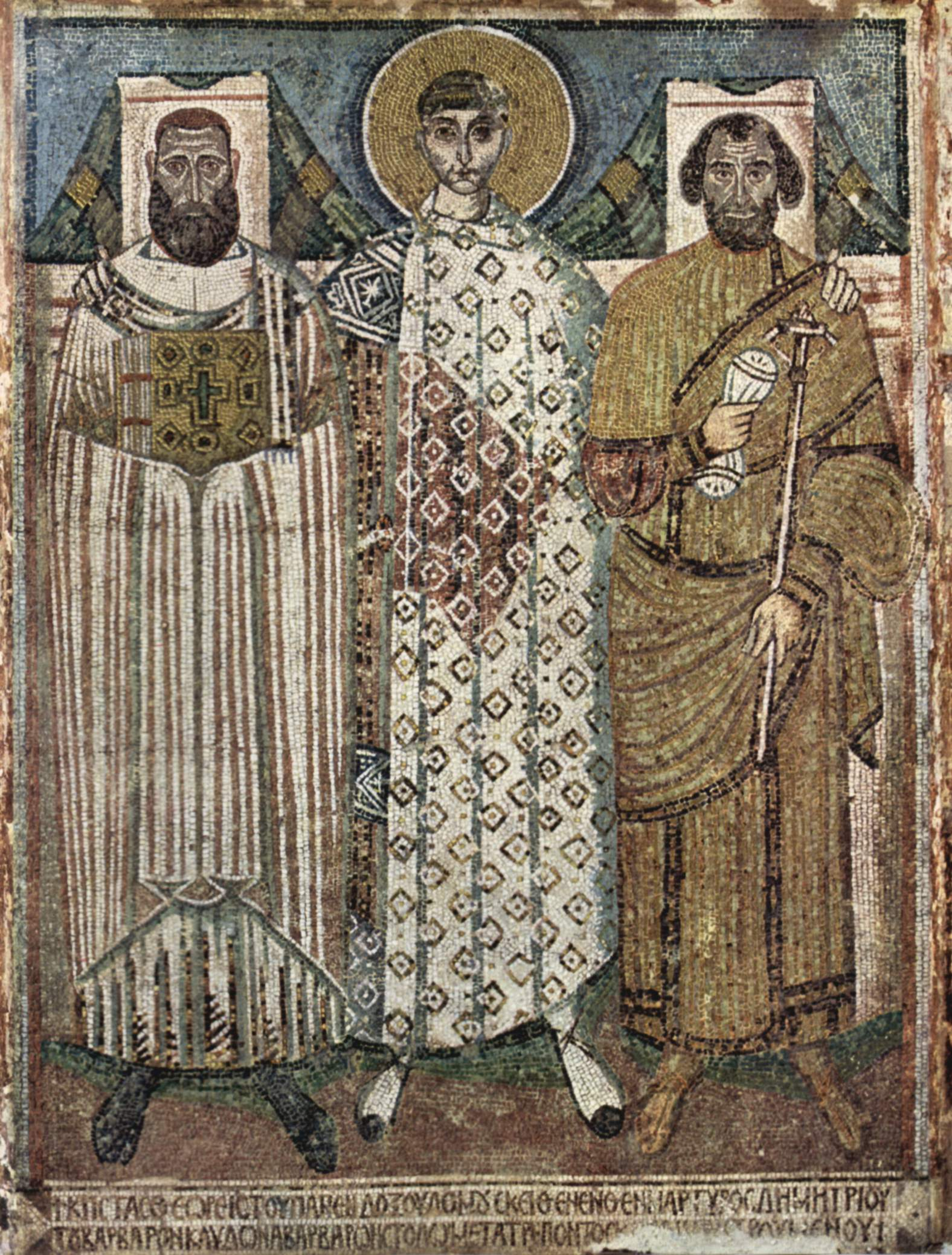
Mozaicul „Sfântul Dimitrie și fondator (episcop și guvernator al Salonicului)” (secolul al VII-lea), în Biserica Sfântul Dumitru din Salonic
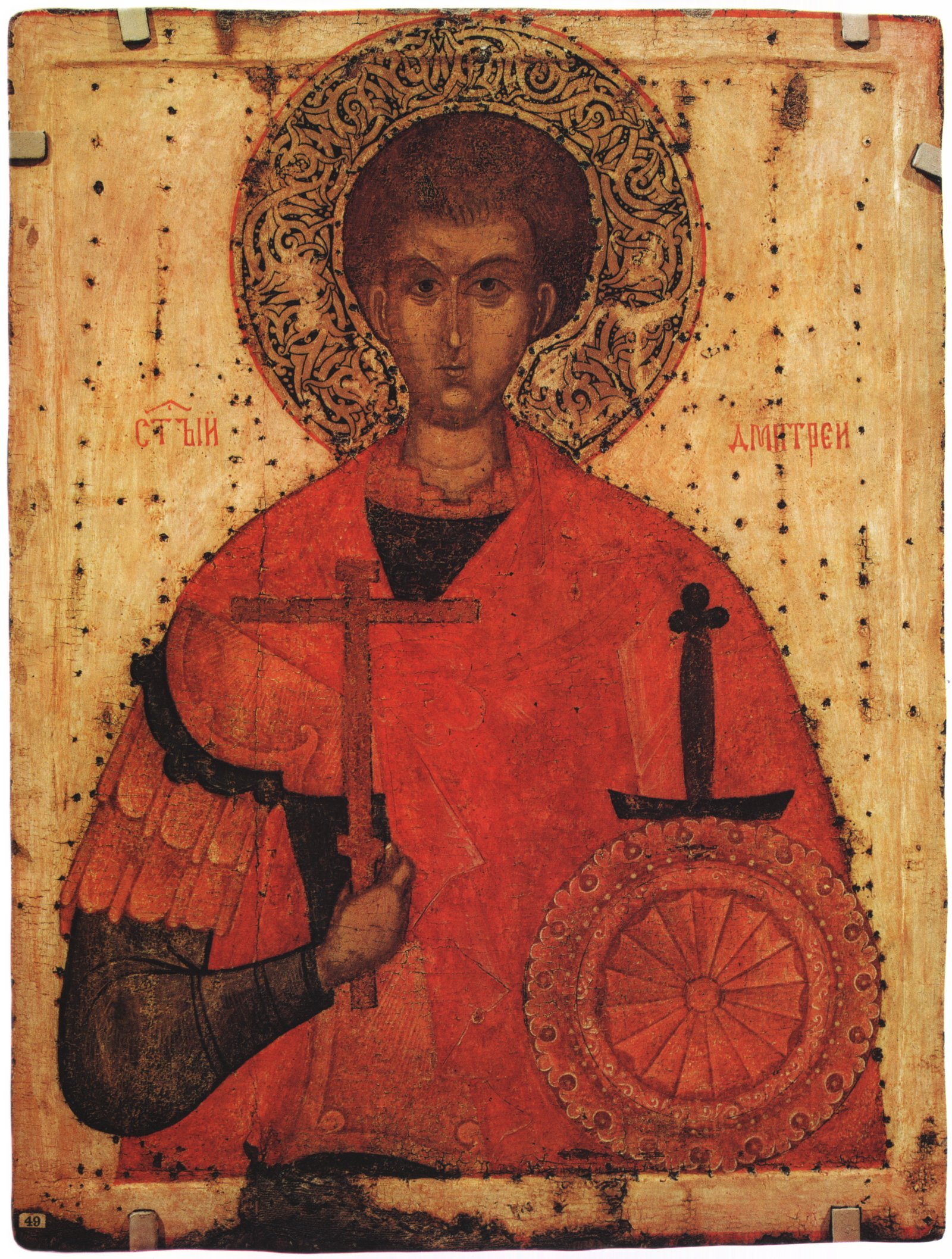
Icoană din secolul al XV-lea a Sfântului Mare Mucenic Dumitru, izvorâtorul de mir
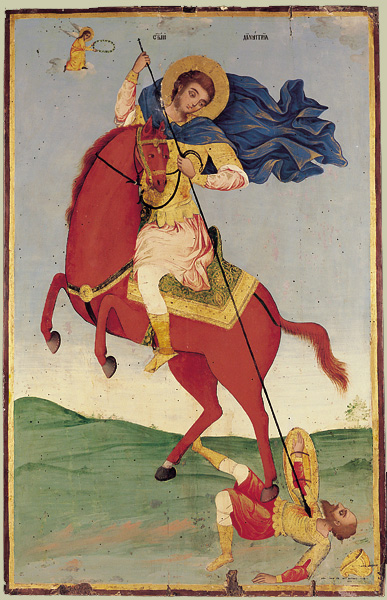
Sfântul Dumitru, icoană bulgară, din anul 1824
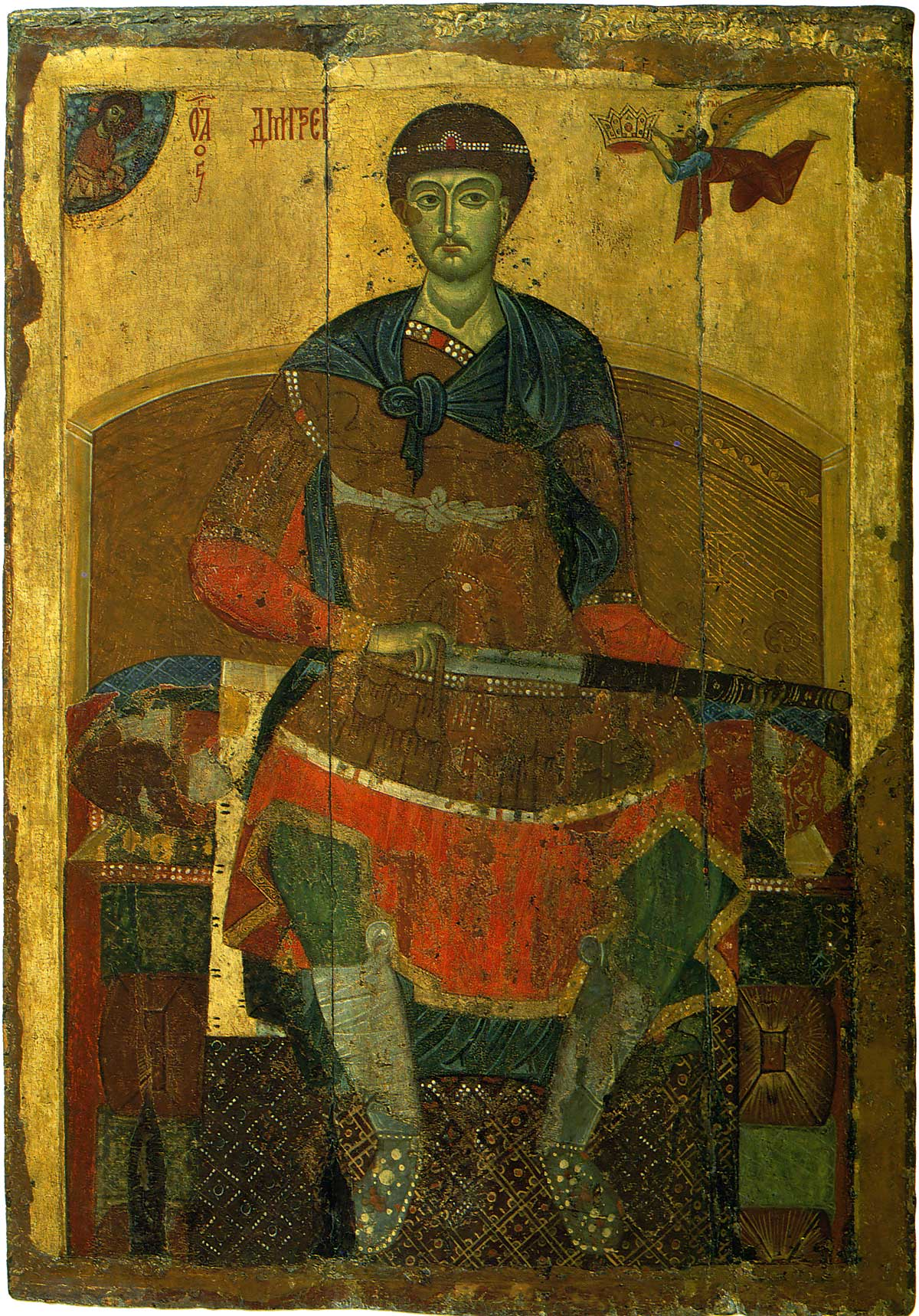
Icoană rusească a Sf. Dumitru, de prin anii 1275-1300, Galeriile Tretiakov de la Moscova
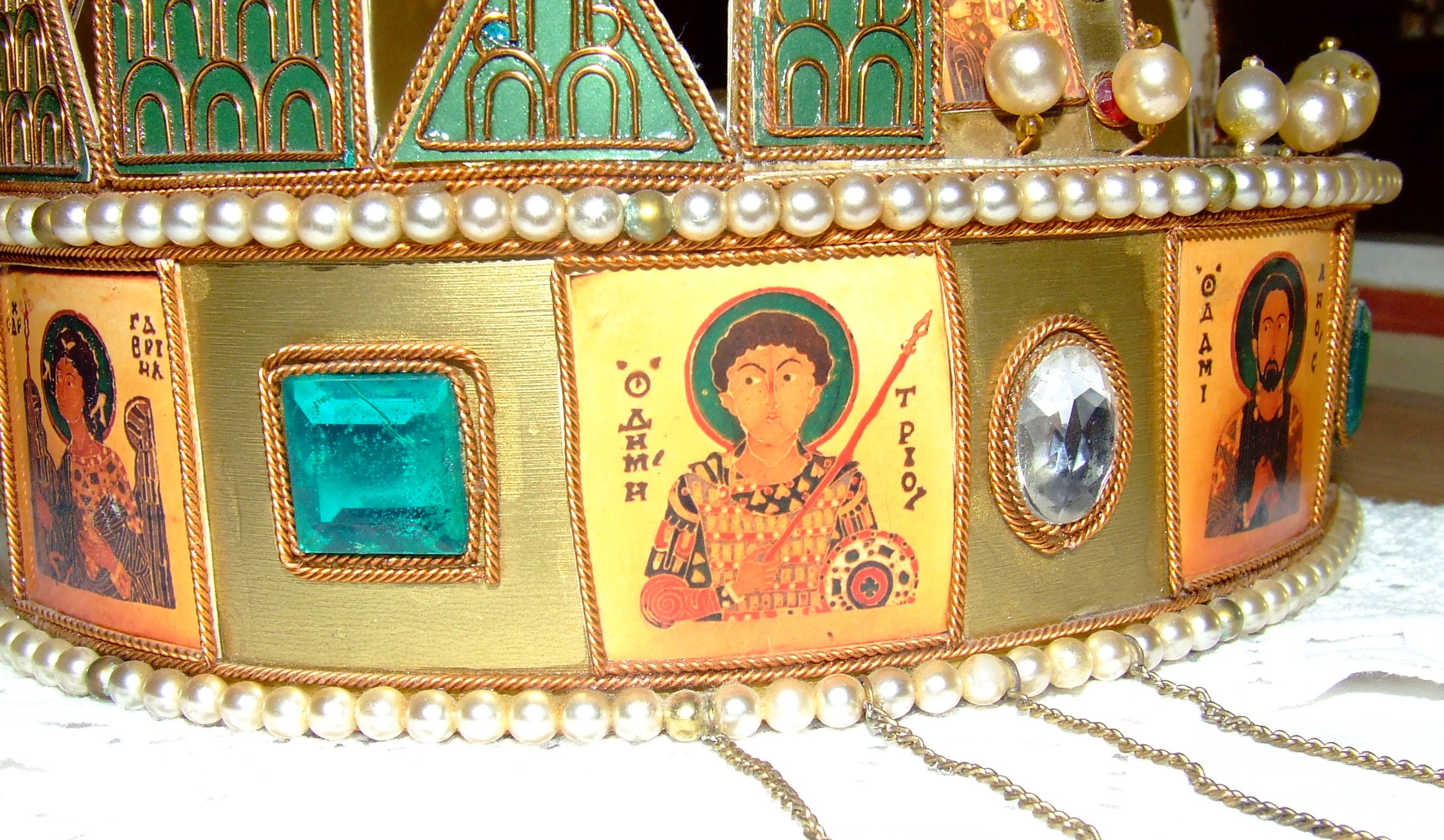
Icoana Sf. Dumitru, pe Coroana Sfântului Ștefan al Ungariei